# Pješački most u Osijeku
Pješački most viseći je most preko Drave u Osijeku. Pješački most preko rijeke Drave u Osijeku povezuje gradsko središte s rekreativnim središtem na lijevoj obali Drave. Jedan je od najpoznatijih i najljepših simbola grada. Također, jedinstvenog je izgleda i u cijeloj Hrvatskoj. 
Izgrađen je 1981. po projektu beogradske Mostogradnje. Rijeka Drava je premoštena jednim rasponom dužine 209,5 metra, sklopom koji je u statičkom pogledu prednapeta lančanica. Preko čeličnih pilona visine 35 metara razapeta je parabolična nosiva užad, usidrena u blokove iza mosta. Na nju su kosim vješaljkama ovješene predgotovljene armiranobetonske hodničke ploče. Širina hodnika je 5 metra, a ukupna širina rasponskog sklopa je 6,12 metra. Rasponska konstrukcija sastavljena je od ukupno 50 predgotovljenih armiranobetonskih ploča. Od izgradnje do Domovinskog rata službeno se nazivao Most mladosti, a mnogi Osječani ga i danas tako nazivaju. I on je, kao i mnogi drugi objekti u Osijeku, za vrijeme rata bio oštećen. Već 1993. značajno je obnovljen, a nova značajnija obnova dogodila se 2007., kada je postavljena nova hodna površina (novi asfalt), obnovljeni spojevi ploča, obojana ograda te zamijenjena i popravljena rasvjeta. Tijekom 2017. godine pješački most dobiva novu dekorativnu rasvjetu u velikoj akciji prikupljanja čepova Coca-Cole koja se obvezala financirati dekorativnu rasvjetu pješačkog mosta ako se u Osijeku skupi 108.048 čepova Coca-Cole, odnosno broj čepova koliko je Osijek imao stanovnika prilikom popisa stanovništva 2011. godine. Planirani početak temeljite obnove cjelokupnog pješačkog mosta je kolovoz 2020. godine.